# Sélections olympiques américaines d'athlétisme 2000
Navigation
Championnats 1999 Championnats 2001
Les sélections olympiques américaines d'athlétisme 2000 ont eu lieu du 14 au 23 juillet 2000 au Hornet Stadium de Sacramento, en Californie. La compétition détermine les champions d'athlétisme séniors et juniors des États-Unis, et fait également office de sélection pour les Jeux olympiques de 2000, à Sydney.
Certaines épreuves hors stade se déroulent séparément de ces championnats : le marathon le 7 mai 2000 à Pittsburgh chez les hommes, et le 26 février 2000 à Columbia chez les femmes.

## Résultats

### Hommes
| Épreuves | 1er                           | 2e                                | 3e                             |
| --- | ----------------------------- | --------------------------------- | ------------------------------ |
| 100 m Vent : -1,7 m/s | Maurice Greene 10 s 01        | Curtis Johnson 10 s 07            | Jon Drummond 10 s 07           |
| 200 m Vent : -0,3 m/s | John Capel 19 s 85            | Floyd Heard 19 s 88               | Coby Miller 19 s 96            |
| 400 m | Michael Johnson 43 s 68       | Alvin Harrison 44 s 63            | Antonio Pettigrew 44 s 66      |
| 800 m | Mark Everett 1 min 45 s 67    | Rich Kenah 1 min 46 s 05          | Bryan Woodward 1 min 46 s 09   |
| 1 500 m | Gabe Jennings 3 min 35 s 90   | Jason Pyrah 3 min 36 s 70         | Michael Stember 3 min 37 s 04  |
| 5 000 m | Adam Goucher 13 min 27 s 06   | Brad Hauser 13 min 27 s 31        | Nick Rogers 13 min 29 s 48     |
| 10 000 m | Meb Keflezighi 28 min 03 s 32 | Alan Culpepper 28 min 03 s 35     | Abdi Abdirahman 28 min 19 s 08 |
| Marathon | Rod DeHaven 2 h 15 min 30 s   | Peter de la Cerda 2 h 16 min 18 s | Mark Coogan 2 h 17 min 04 s    |
| 20 km marche | Tim Seaman 1 h 25 min 41 s    | Kevin Eastler 1 h 26 min 38 s     | Andrew Hermann 1 h 28 min 06 s |
| 50 km marche | Curt Clausen 3 h 56 min 16 s  | Andrew Hermann 3 h 57 min 54 s    | Philipp Dunn 4 h 07 min 00 s   |
| 110 m haies Vent : +1,5 m/s | Allen Johnson 12 s 97         | Mark Crear 13 s 11                | Terrence Trammell 13 s 19      |
| 400 m haies | Angelo Taylor 47 s 62         | Eric Thomas 48 s 22               | James Carter 48 s 46           |
| 3 000 m steeple | Pascal Dobert 8 min 15 s 77   | Mark Croghan 8 min 16 s 20        | Tony Cosey 8 min 21 s 41       |
| Saut en hauteur | Charles Austin 2,32 m         | Kenny Evans 2,27 m                | Nathan Leeper 2,27 m           |
| Saut à la perche | Lawrence Johnson 5,83 m       | Nick Hysong 5,73 m                | Chad Harting 5,63 m            |
| Saut en longueur | Melvin Lister 8,32 m          | Dwight Phillips 8,14 m            | Walter Davis 8,11 m            |
| Triple saut | Robert Howard 16,99 m         | LaMark Carter 16,96 m             | Walter Davis 16,84 m           |
| Poids | Adam Nelson 22,12 m           | C. J. Hunter 21,87 m              | Andy Bloom 21,61 m             |
| Disque | Adam Setliff 63,86 m          | John Godina 63,61 m               | Anthony Washington 63,36 m     |
| Marteau | Lance Deal 78,87 m            | Kevin McMahon 73,36 m             | Jud Logan 71,01 m              |
| Javelot | Breaux Greer 81,08 m          | Tom Pukstys 79,36 m               | Todd Riech 76,94 m             |
| Décathlon | Tom Pappas 8 467 pts          | Chris Huffins 8 285 pts           | Kip Janvrin 8 057 pts          |
| Records et Performances - AR : Record continental (area record) - CR : Record des championnats (championship record) - MR : Record du meeting (meet record) - NR : Record national (national record) - OR : Record olympique (olympic record) - PR : Record paralympique (paralympic record) - PB : Record personnel (personal best) - SB : Meilleure performance personnelle de la saison (season's best) - WL : Meilleure performance mondiale de l'année (world leader) - WJR : Record du monde junior (world junior record) - WR : Record du monde (world record) Circonstances et Conditions - DNF : N'a pas terminé (did not finish) - DNS : N'a pas pris le départ (did not start) - DQ : Disqualification (disqualification) - NM : Aucun essai valable enregistré (No Mark) - Q : Qualifié « directement » au prochain tour (ou à la prochaine compétition), lors d'une compétition majeure, grâce au classement ou à la réalisation des minima (automatic qualifier) - q : Qualifié au prochain tour (ou à la prochaine compétition), lors d'une compétition majeure, grâce au repêchage ou à la réalisation de l'une des meilleures performances parmi celles des « non qualifiés directement » (grâce au meilleur temps ou à la meilleure distance par exemple) (secondary qualifier) |                               |                                   |                                |

### Femmes
| Épreuves | 1re                             | 2e                                | 3e                               |
| --- | ------------------------------- | --------------------------------- | -------------------------------- |
| 100 m Vent : -1,0 | Marion Jones 10 s 88            | Inger Miller 11 s 05              | Chryste Gaines 11 s 13           |
| 200 m Vent : +0,5 m/s | Marion Jones 21 s 94            | Inger Miller 22 s 09              | Nanceen Perry 22 s 38            |
| 400 m | LaTasha Colander 49 s 87        | Jearl Miles-Clark 50 s 23         | Michelle Collins 50 s 29         |
| 800 m | Hazel Clark 1 min 58 s 97       | Jearl Miles-Clark 1 min 59 s 12   | Joetta Clark-Diggs 1 min 59 s 49 |
| 1 500 m | Regina Jacobs 4 min 01 s 01     | Suzy Favor-Hamilton 4 min 01 s 81 | Marla Runyan 4 min 06 s 44       |
| 5 000 m | Regina Jacobs 14 min 45 s 35    | Deena Drossin 15 min 11 s 55      | Elva Dryer 15 min 12 s 07        |
| 10 000 m | Deena Drossin 31 min 51 s 05    | Jen Rhines 31 min 58 s 34         | Libbie Hickman 31 min 58 s 68    |
| Marathon | Christine Clark 2 h 33 min 31 s | Kristy Johnston 2 h 35 min 36 s   | Anne Marie Lauck 2 h 36 min 06 s |
| 20 km marche | Michelle Rohl 1 h 32 min 39 s   | Yueling Chen 1 h 33 min 40 s      | Debbi Lawrence 1 h 33 min 48 s   |
| 110 m haies Vent : -0,3 m/s | Gail Devers 12 s 33             | Melissa Morrison 12 s 63          | Sharon Jewell 12 s 69            |
| 400 m haies | Sandra Glover 53 s 33           | Kim Batten 54 s 70                | Tonja Buford-Bailey 54 s 80      |
| Saut en hauteur | Karol Damon 1,93 m              | Erin Aldrich 1,93 m               | Amy Acuff 1,90 m                 |
| Saut à la perche | Stacy Dragila 4,63 m            | Kellie Suttle 4,43 m              | Melissa Mueller 4,33 m           |
| Saut en longueur | Marion Jones 7,02 m             | Dawn Burrell 6,97 m               | Shana Williams 6,87 m            |
| Triple saut | Nicole Gamble 13,96 m           | Sheila Hudson 13,93 m             | Tiombe Hurd 13,91 m              |
| Poids | Connie Price-Smith 18,63 m      | Jesseca Cross 17,74 m             | Dawn Dumble 17,40 m              |
| Disque | Seilala Sua 65,90 m             | Suzy Powell 64,58 m               | Kris Kuehl 61,74 m               |
| Marteau | Dawn Ellerbe 69,20 m            | Amy Palmer 66,31 m                | Jesseca Cross 66,20 m            |
| Javelot | Lynda Blutreich 58,28 m         | Kim Kreiner 57,06 m               | Emily Carlsten 56,98 m           |
| Heptathlon | DeDee Nathan 6 343 pts          | Shelia Burrell 6 339 pts          | Kelly Blair 6 180 pts            |
| Records et Performances - AR : Record continental (area record) - CR : Record des championnats (championship record) - MR : Record du meeting (meet record) - NR : Record national (national record) - OR : Record olympique (olympic record) - PR : Record paralympique (paralympic record) - PB : Record personnel (personal best) - SB : Meilleure performance personnelle de la saison (season's best) - WL : Meilleure performance mondiale de l'année (world leader) - WJR : Record du monde junior (world junior record) - WR : Record du monde (world record) Circonstances et Conditions - DNF : N'a pas terminé (did not finish) - DNS : N'a pas pris le départ (did not start) - DQ : Disqualification (disqualification) - NM : Aucun essai valable enregistré (No Mark) - Q : Qualifié « directement » au prochain tour (ou à la prochaine compétition), lors d'une compétition majeure, grâce au classement ou à la réalisation des minima (automatic qualifier) - q : Qualifié au prochain tour (ou à la prochaine compétition), lors d'une compétition majeure, grâce au repêchage ou à la réalisation de l'une des meilleures performances parmi celles des « non qualifiés directement » (grâce au meilleur temps ou à la meilleure distance par exemple) (secondary qualifier) |                                 |                                   |                                  |